# الحزب الجمهوري للحرية
الحزب الجمهوري للحرية (بالفرنسية: Parti Républicain pour la Liberté)‏ كان حزبا سياسيا في فولتا العليا (بوركينا فاسو الآن). تأسس في عام 1959 على يد نازي بوني كرد فعل على محاولات الاتحاد الديموقراطي الفولتي لإنشاء دولة الحزب الواحد. بنى بوني حزبه الجديد إلى حد كبير من رماد حزب التجمع الأفريقي المنحل.
كان الحزب قصير الأجل وفشل في إحداث أي تأثير كبير. ذهب بوني إلى المنفى في داكار، السنغال.